# Połowje
Połowje (ros. Половье) – wieś (ros. деревня, trb. dieriewnia) w zachodniej Rosji, w osiedlu wiejskim Zaborjewskoje rejonu diemidowskiego w obwodzie smoleńskim.

## Geografia
Miejscowość położona jest nad Połowją, 2 km od drogi regionalnej 66N-0504 (66K-11 – Prżewalskoje), 2,5 km od drogi regionalnej 66N-0508 (Zaborje – Anosinki), 8 km od centrum administracyjnego osiedla wiejskiego (Zaborje), 23 km od centrum administracyjnego rejonu (Diemidow), 78,5 km od stolicy obwodu (Smoleńsk), 44 km od granicy z Białorusią.
W granicach miejscowości znajduje się ulica Riecznaja (1 posesja).

## Demografia
W 2010 r. miejscowość zamieszkiwała 1 osoba.

## Historia
W czasie II wojny światowej od lipca 1941 roku wieś była okupowana przez hitlerowców. Wyzwolenie nastąpiło we wrześniu 1943 roku.
Na mocy uchwały z dnia 28 maja 2015 roku wszystkie miejscowości (w tym Połowje) zlikwidowanej jednostki administracyjnej Zakustiszczenskoje weszły w skład osiedla wiejskiego Zaborjewskoje.